# أولاد مبارك (بني ملال)
أولاد امبارك هي قرية مغربية وسط شمال البلاد. تقع أولاد امبارك بإقليم بني ملال وتضم 11.906 نسمة (إحصاء رسمي 2004).
تقع على الطريق الوطنية رقم ثمانية الرابطة بين مراكش وبني ملال على بعد 10 كلم إلى جنوب مدينة بني ملال يعتبر يوم الخميس يوم سوقها الاسبوعي اغلب سكانها يمارسون الفلاحة نظرا لشساعة اراضيها الفلاحية وخصوبتها تشتهر كذلك بإنتاج الحوامض والزيتون
تتكون من ثلاثة وعشرين دائرة انتخابية ويسيرها مجلس جماعي من سبعة وعشرين منتخب ثلاثة وعشرون عضوا عن الدوائر وأربعة أعضاء ضمن لائحة الشباب والنساء
تم وضع الحجر الأساسي بها لبناء مركز للعلوم والابحاث السرطانية من طرف الاميرة للا سلمى هو الآن في المراحل الاخيلرة من الإنجاز
بها مستوصف واحد ومدرستين مركزيتيين وعدة مدارس فرعية